# カルパース
カルパース（CalPERS）とはカリフォルニア州職員退職年金基金（The California Public Employees' Retirement System）の略称である。

## 概要
カルパースは、アメリカ合衆国カリフォルニア州の公務員の公的年金基金である。公的年金の中では米国最大で、総資産は円換算で26兆円（2007年現在）とも言われている。
その運用姿勢は年金基金としては異例なほど積極的であり、新興国の株式やヘッジファンドへの投資なども行っている。その資金規模と常に情勢を先取りしてきた優れた運用手法や突出した資金力から大きな影響力を持っており、全世界の金融関係者から常にその動向が注目されている。
機関投資家としてのカルパースは投資先企業の経営への介入なども行う、いわゆる「もの言う株主」の代表格である。
2019年1月にカルパースの最高投資責任者に中国の国家外貨管理局の元副最高投資責任者を務めていた中国系アメリカ人のユ・ベン・ミン（Yu Ben Meng、中国語名：孟宇）が就任した。ミンは利回り目標達成のため中国株やリバレッジを高める投資を示していたが、ミンは千人計画に認定されている1人で中国共産党との関わりがある指摘が下院議員から出され、また2020年3月頃の世界的な株価暴落前に承認を求めずに投資先のヘッジファンド3カ所の売却を決定し10億ドルの利益を逃し理事会から非難を受けたりしていたこと、個人的にブラックストーン・グループの株を保有していたのに関わらず、同社の未公開株ファンドに投資するなど組織内からコンプライアンス違反が指摘され、就任からわずか1年7ヶ月後の2020年8月5日に辞任した。